# العلاقات الإيرانية السيشلية
العلاقات الإيرانية السيشلية هي العلاقات الثنائية التي تجمع بين إيران وسيشل.

## مقارنة بين البلدين
هذه مقارنة عامة ومرجعية للدولتين:
| وجه المقارنة                                              | إيران                    | سيشل                                                |
| --------------------------------------------------------- | ------------------------ | --------------------------------------------------- |
| المساحة (كم2)                                             | 1.65 مليون               | 459                                                 |
| عدد السكان (نسمة)                                         | 79.97 مليون              | 95.84 ألف                                           |
| الكثافة السكانية (ن./كم²)                                 | 48.47                    | 20.88 ألف                                           |
| العاصمة                                                   | طهران                    | فيكتوريا                                            |
| اللغة الرسمية                                             | لغة فارسية               | لغة فرنسية، لغة إنجليزية، اللغة الكريولية السيشيلية |
| العملة                                                    | ريال إيراني              | روبية سيشلية                                        |
| الناتج المحلي الإجمالي (بليون دولار)                      | 439.51 مليار             | 1.49 مليار                                          |
| الناتج المحلي الإجمالي (تعادل القوة الشرائية) بليون دولار | 1.36 تريليون             | 2.54 مليار                                          |
| الناتج المحلي الإجمالي الاسمي للفرد دولار أمريكي          |                          | 15.48 ألف                                           |
| الناتج المحلي الإجمالي للفرد دولار أمريكي                 |                          | 26.42 ألف                                           |
| مؤشر التنمية البشرية                                      | 0.766                    | 0.772                                               |
| رمز المكالمات الدولي                                      | +98                      | +248                                                |
| رمز الإنترنت                                              | .ir،                     | .sc                                                 |
| المنطقة الزمنية                                           | ت ع م+03:30، توقيت إيران | ت ع م+04:00                                         |

## منظمات دولية مشتركة
يشترك البلدان في عضوية مجموعة من المنظمات الدولية، منها:
| علم المنظمة | اسم المنظمة                        | تاريخ انضمام إيران | تاريخ انضمام سيشل |
| ----------- | ---------------------------------- | ------------------ | ----------------- |
|             | يونسكو                             | 6 سبتمبر 1948      | 18 أكتوبر 1976    |
|             | وكالة ضمان الاستثمار متعدد الأطراف | 15 ديسمبر 2003     | 15 سبتمبر 1992    |
|             | الأمم المتحدة                      | 24 أكتوبر 1945     | 21 سبتمبر 1976    |
|             | الفريق المعني برصد الأرض           | ?                  | ?                 |
|             | الاتحاد البريدي العالمي            | ?                  | ?                 |
|             | البنك الدولي للإنشاء والتعمير      | 29 ديسمبر 1945     | 29 سبتمبر 1980    |
|             | منظمة حظر الأسلحة الكيميائية       | ?                  | 29 أبريل 1997     |
|             | مؤسسة التمويل الدولية              | 28 ديسمبر 1956     | 11 يونيو 1981     |
|             | منظمة الشرطة الجنائية الدولية      | ?                  | 1 سبتمبر 1977     |

## وصلات خارجية
- موقع وزارة الخارجية الإيرانية
- موقع وزارة الخارجية السيشلية